# Buffer
Buffer (vom Englischen to buffer für „speichern, zwischenpuffern“) ist ein kommerzielles Social-Media-Monitoring-Tool der gleichnamigen kalifornischen Firma Buffer Inc., das dem Managen von Accounts in sozialen Netzwerken dient.

## Allgemeines
Buffer ist ein Management Tool, das zur Verwaltung von Konten in sozialen Netzwerken entwickelt wurde. Die Anwendung bietet Nutzern, die sich parallel in mehreren Netzwerken bewegen, die Möglichkeit, Posts auf beispielsweise Twitter, Facebook, Instagram, Instagram Stories, Pinterest und LinkedIn zu planen, zu organisieren, mit der Community zu kommunizieren und Ergebnisse zu analysieren.

## Geschichte
Die Software Buffer wurde ursprünglich von einer Gruppe europäischer Spezialisten, vor allem Joel Gascoigne und Leo Widrich, im Silicon Valley entwickelt. Seit dem 30. November 2010 steht sie Nutzern zur Verfügung und dient ihnen dazu, die Übersicht über ihre Accounts zu behalten und diese zu managen. Während Widrich das Unternehmen inzwischen verließ, ist Gascoigne aktuell CEO von Buffer. Aktuell besteht das Team aus 85 Mitarbeitenden, die von 15 Ländern aus in verschiedenen Teilen der Welt arbeiten. Buffer zählt 73.000 Kunden und mehr als 4,5 Millionen registrierte Nutzer und erreicht über 16 Millionen US-Dollar Jahresumsatz.

## Alternativen
Verschiedene Social-Media-Plattformen und Fediverse-Clients bieten die interne Planung von Beiträgen an. Darüber hinaus existieren Open-Source-Mitbewerber wie Postiz und Mixpost, die teils selbst gehostet werden können.